# Vahinius verbericolus
Vahinius verbericolus is een eenoogkreeftjessoort uit de familie van de Vahiniidae. De wetenschappelijke naam van de soort is voor het eerst geldig gepubliceerd in 1979 door Humes.